# 梅泽格拉
梅泽格拉（義大利語：Mezzegra），曾是意大利科莫省的一个市镇。总面积3平方公里，人口1040人，人口密度346.7人/平方公里（2009年）。ISTAT代码为013148。
2014年5月25日，梅泽格拉和另外三个市镇合并为新的特雷梅齐纳市镇。

## 歷史
1945年4月28日，貝尼托·墨索里尼及其情婦克拉拉·貝塔奇，在此被義大利共產黨人士處決。